# 梅田義信

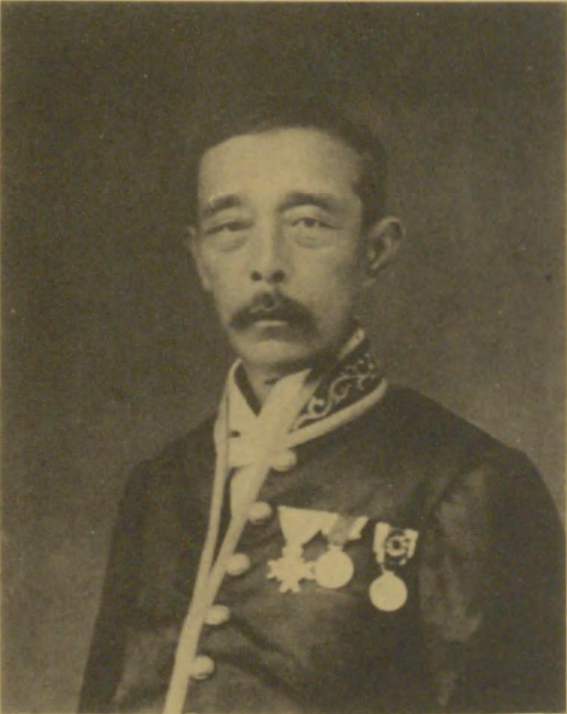
梅田義信

梅田 義信（うめだ よしのぶ、1848年（嘉永元年） - 1902年（明治35年）9月20日）は、明治時代の政治家。文部官僚。横浜市長。

## 経歴
江戸に生まれる。1873年（明治6年）鳥取県十二等出仕となり、東京府東多摩郡長、東京市芝区長、栃木・奈良県書記官、文部省参事官、同書記官などを歴任し、1892年（明治25年）免官。1896年（明治29年）6月、横浜市長に就任した。1898年（明治31年）11月、市条例で市会議員選挙区が3区に分割され、地主派が地盤を固めた。1902年（明治35年）5月の市長改選では、地主派の多数は梅田を排斥し斎藤松三助役に代えようとしたが、商人派の反対や地主派の渡辺福三郎らの支持により梅田は再選され、同年6月10日、市長に再任した。第1回市域拡張や水道第2期拡張工事などに尽くした。

## 親族
- 娘婿：奈良武次（陸軍大将）[2]